# 寰宇旅者
寰宇旅者，是日本純種競賽馬匹。生涯活躍於中長途賽事，曾勝出鳴尾紀念及日經新春盃。

## 出賽前
2017年2月8日出生於北海道安平町北部牧場，成長途中於一口馬主俱樂部Sunday Racing Co. Ltd.進行馬主募集。
其後交由栗東訓練中心練馬師池江泰壽訓練。

## 競賽生涯

### 2歲
2019年9月1日出戰小倉競馬場2歲新馬戰，比賽初段選擇於先頭位置推進下於最後彎道取得領先，進入直路後繼續加速衝刺，最終成功拉開後方3馬位取得首勝。
其後出戰表列賽萩錦標，換上蘇銘倫策騎之下繼續採用先行的戰術，於直路初段瞬間啟動衝刺下成功取得領先，及後亦能壓制於後方的Serious Fool，最終以1/2馬位優勢取得連勝。
12月28日出戰希望錦標，賽前落後以破記錄贏得東京體育盃兩歲錦標的鐵鳥翱天及同樣連戰連勝的天神傳說取得第三人氣。比賽開始後，其選擇被上兩仗較為後點的取位，但於通過第三、四彎道時開始加速上前。進入直路後，其於所在位置發力衝刺，雖然和鐵鳥翱天一樣跑出全場最快末腳，但礙於對方維持更前的位置下始終未能趕過，最終以第二落敗。

### 3歲
2020年以春季錦標作首戰，由父系夢之旅的主戰騎師池添謙一策騎。比賽開始後，其選擇於中團位置穩定追走，通過彎道時候再度展開變奏上前。進入直路後，雖然其成功爆出不俗的衝刺速度，但一直被第六人氣伏兵蘊藏豐富壓制下未能取得優勢，最終落後1 1/4馬位再度取得亞軍。
其後按照計劃出戰皋月賞，然而本次比賽取位被以往任何一場比賽更後下，於直路完全未能做出突破，最終以第八落敗。
5月31日繼續出戰東京優駿（日本打吡），由於本次比賽投注集中於皋月賞冠亞軍鐵鳥翱天及戰舞者身上，加上寰宇旅者於上戰表現不佳，因而僅取得第十人氣的支持。比賽開始後，其選擇跟隨大熱鐵鳥翱天於前方位置推進，一直未受領放馬影響下以自己節奏保持於第五的位置，並於對面直路些微收慢而等待時機。進入直路後，其重新提速並於中檔位置加速，雖然未能追上前方的鐵鳥翱天及於中段被戰舞者超越，但仍然以冷門身份跑獲一直季軍。
然而賽後其被發現有骨折的情況，因而立即進入休養。
進入秋季後其原定出戰聖烈特紀念，但因為發燒而避戰並出戰日程較後的神戶新聞盃。比賽開始後，其選擇以後追的姿態緩慢的保持於後方位置，於進入直路後才於大外檔位置猛力追趕，最終轟出後600米35.4秒的速度下雖然未能超越鐵鳥翱天，但成功於終點線前將至潮熱點趕過取得第二。
10月25日出戰三冠尾關菊花賞，但於長力略顯不足下以第七落敗。

### 4歲
2021年以美國賽馬會盃作為首戰，保持於中團位置下於直路逐步加速蠶食前方賽駒，但始終未能迫近領先的大哲學家，最終以第二落敗。
其後陣營原定安排其角逐日經賞，但於3月的訓練途中被發現右前腳患有肌腱炎，最終進入長期休養。

### 5歲
經歷1年4個月的休養後，其於2022年6月4日在鳴尾紀念復出，賽前取得第二人氣。比賽開始後，憑借於內檔第2檔起步的優勢迅速貼欄推進，並保持於中團的位置保存體力。進入直路後，其成功於中檔位置找到有利的跑線並展開加速，最終跑出後600米33.7秒的末腳速度下取得領先，亦能抵擋大外檔吉典娜及山嶺寶穴的來襲，以1/2馬位優勢取得首個分級賽冠軍。憑借此次勝利，其以時隔495日再度出戰並奪得分級賽冠軍的時長打破1988年由Suzu Parade於產經賞創下的記錄。
入秋後以產經賞作為目標，於初段保持於中後方位置下雖然在最後彎道成功稍微爬升，但於直路未能保持衝勁下以第七落敗。
11月27日出戰日本盃再度挑戰一級賽，賽前獲得第四人氣。比賽開始後，其順利有所在的檔位逐步進佔有利位置，並以先行的戰術保持於約莫第五左右展開推進。進入直路後，其繼續於前方位置推進並稍為透出，可惜最後關頭被勢頭凌厲的飄揚青帆及大帝超越，僅能抵擋因受到大帝內閃影響未能最大程度加速的謀勇兼備之追擊以第三完賽。

### 6歲
2023年年初出戰日經新春盃，本次比賽其採用先行戰術於第五的位置逐步推進，通過彎道是亦保持穩定的節奏逐步尋找位置。進入直路後，其於所在位置展開加速，縱然背負着59公斤的頂磅，但仍然可以跑出凌厲的衝勢，最終於終點前King of Dragon超越取得勝利，亦為繼2011年京都大賞典玫瑰帝國後，再次有賽駒以59公斤頂磅勝出草地分級賽。

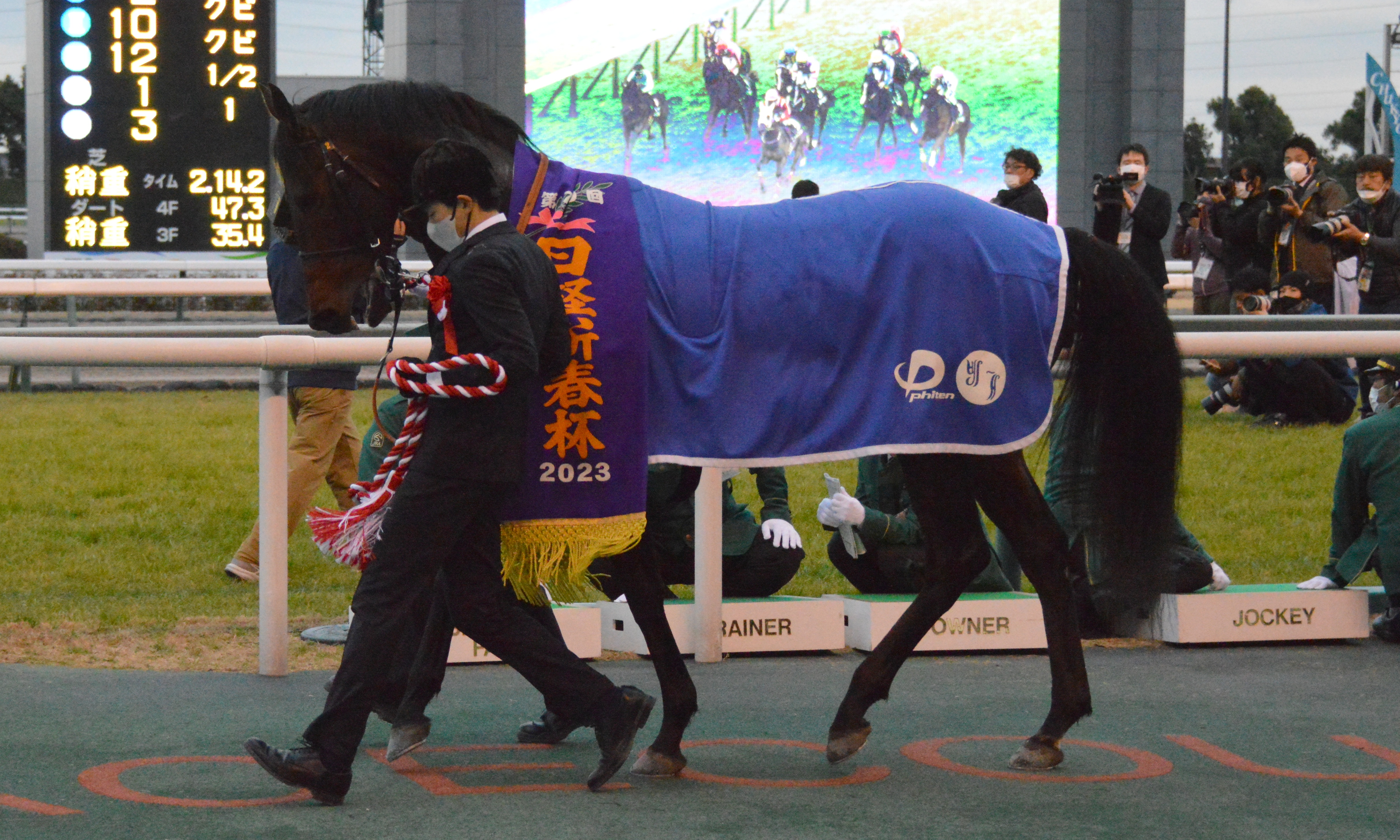
日經新春盃頒獎儀式

其後按照進度出戰大阪盃，但於直路未能有效加速突破下以第九落敗。
賽後，其更被檢查肌腱炎復發，甚至兩隻前腳均出現此情況，因而再度進入長休養。

### 7歲
2024年6月以葉森盃作為復出戰，但再度因直路上未能提速而以第九大敗。
秋季原定以每日王冠作為目標，但因放草途中右膝出現發熱以避戰並再度休養。

### 8歲
2025年在年初的日經新春盃復出，比賽初段維持於中團靠前的位置推進，但於直路上在馬群中央未能順利透出並開始力弱，最終跑獲第十的戰績。
其後原定以金鯱賞作為目標，然而在調整途中被發現左前腳肌腱炎復發，陣營商討過後決定安排其退役。

### 詳細賽績
| 日期       | 舉辦國家 | 馬場 | 距離   | 級別 | 賽事名稱     | 負重 | 騎師     | 馬號 | 出馬 | 名次 | 時間   | 頭馬（二馬）       |
| ---------- | -------- | ---- | ------ | ---- | ------------ | ---- | -------- | ---- | ---- | ---- | ------ | ------------------ |
| 1/9/2019   | 日本     | 小倉 | 草1800 |      | 2歲新馬      | 54   | 川田將雅 | 6    | 12   | 1    | 1:51.6 | （Dancing Richie） |
| 26/10/2019 | 日本     | 京都 | 草1800 | L    | 萩錦標       | 55   | 蘇銘倫   | 4    | 7    | 1    | 1:50.8 | （Serious Fool）   |
| 28/12/2019 | 日本     | 中山 | 草2000 | GI   | 希望錦標     | 55   | 莫艾誠   | 5    | 13   | 2    | 2:01.6 | 鐵鳥翱天           |
| 22/3/2020  | 日本     | 中山 | 草1800 | GII  | 春季錦標     | 56   | 池添謙一 | 3    | 10   | 2    | 1:50.0 | 蘊藏豐富           |
| 19/4/2020  | 日本     | 中山 | 草2000 | GI   | 皋月賞       | 57   | 池添謙一 | 17   | 18   | 8    | 2:01.9 | 鐵鳥翱天           |
| 31/5/2020  | 日本     | 東京 | 草2400 | GI   | 東京優駿     | 57   | 池添謙一 | 6    | 18   | 3    | 2:24.9 | 鐵鳥翱天           |
| 27/9/2020  | 日本     | 中京 | 草2200 | GII  | 神戶新聞盃   | 56   | 池添謙一 | 18   | 18   | 2    | 2:12.8 | 鐵鳥翱天           |
| 25/10/2020 | 日本     | 京都 | 草3000 | GI   | 菊花賞       | 57   | 池添謙一 | 6    | 18   | 7    | 3:06.9 | 鐵鳥翱天           |
| 24/1/2021  | 日本     | 中山 | 草2200 | GII  | 美國賽馬會盃 | 55   | 池添謙一 | 4    | 17   | 2    | 2:18.0 | 大哲學家           |
| 4/6/2022   | 日本     | 中京 | 草2000 | GIII | 鳴尾紀念     | 56   | 連達文   | 2    | 10   | 1    | 1:57.7 | （吉典娜）         |
| 25/9/2022  | 日本     | 中山 | 草2200 | GII  | 產經賞       | 56   | 戶崎圭太 | 5    | 13   | 7    | 2:13.7 | 吉典娜             |
| 27/11/2022 | 日本     | 東京 | 草2400 | GI   | 日本盃       | 57   | 連達文   | 3    | 18   | 3    | 2:23.8 | 飄揚青帆           |
| 15/1/2023  | 日本     | 中京 | 草2200 | GII  | 日經新春盃   | 59   | 易健寧   | 2    | 14   | 1    | 2:14.2 | （King of Dragon） |
| 2/4/2023   | 日本     | 阪神 | 草2000 | GI   | 大阪盃       | 58   | 川田將雅 | 6    | 16   | 9    | 1:58.1 | 金積驥             |
| 9/6/2024   | 日本     | 東京 | 草1800 | GIII | 葉森盃       | 58   | 戶崎圭太 | 4    | 18   | 9    | 1:45.4 | 生活格調           |
| 19/1/2025  | 日本     | 中京 | 草2200 | GII  | 日經新春盃   | 59.5 | 黎敏滔   | 3    | 16   | 10   | 2:11.5 | 君王之王           |

## 退役後
退役後，寰宇旅者成為了配種馬，但暫時未有休養地的細節。
2025年3月29日，寰宇旅者在马房内跌倒，导致大腿骨骨折，被判断预后不良后对其执行了安乐死，享年8歲。

## 血統簡介
父系夢之旅為日本賽駒，生涯戰績優秀，曾勝出朝日盃未來錦標、寶塚紀念及有馬紀念三場一級賽。祖父黃金旅程爲日本賽駒，生涯戰績不俗，曾勝出香港瓶，退役後配種成績亦非常優秀。
母系Mandela爲德國賽駒，生涯戰績不俗，曾勝出表列賽德國橡樹大賽預賽及於一級賽德國橡樹大賽跑獲第三。外祖父Acatenango爲德國賽駒，生涯戰績彪炳，曾勝出德國打吡、聖格盧大賽、巴登大賽等七項一級賽冠軍。

### 血統表
| 父線：週日寧靜系（Halo系）                 |                             |             |                 |
| 種馬 夢之旅 2004年（棗色）                 | 黃金旅程 1994年（深棗色）   | 週日寧靜    | Halo            |
| 種馬 夢之旅 2004年（棗色）                 | 黃金旅程 1994年（深棗色）   | 週日寧靜    | Wishing Well    |
| 種馬 夢之旅 2004年（棗色）                 | 黃金旅程 1994年（深棗色）   | Golden Sash | Dictus          |
| 種馬 夢之旅 2004年（棗色）                 | 黃金旅程 1994年（深棗色）   | Golden Sash | Dyna Sash       |
| 種馬 夢之旅 2004年（棗色）                 | Oriental Art 1997年（栗色） | 目白麥昆    | Mejiro Titan    |
| 種馬 夢之旅 2004年（棗色）                 | Oriental Art 1997年（栗色） | 目白麥昆    | Mejiro Aurora   |
| 種馬 夢之旅 2004年（棗色）                 | Oriental Art 1997年（栗色） | Electro Art | 北方風味        |
| 種馬 夢之旅 2004年（棗色）                 | Oriental Art 1997年（栗色） | Electro Art | Grandma Stevens |
| 繁殖雌馬 Mandela 2000年（栗色）            | Acatenango 1982年（栗色）   | Surumu      | Literat         |
| 繁殖雌馬 Mandela 2000年（栗色）            | Acatenango 1982年（栗色）   | Surumu      | Surama          |
| 繁殖雌馬 Mandela 2000年（栗色）            | Acatenango 1982年（栗色）   | Aggravate   | Aggerssor       |
| 繁殖雌馬 Mandela 2000年（栗色）            | Acatenango 1982年（栗色）   | Aggravate   | Raven Locks     |
| 繁殖雌馬 Mandela 2000年（栗色）            | Mandellicht 1994年（棕色）  | Be My Guest | 北地舞人        |
| 繁殖雌馬 Mandela 2000年（栗色）            | Mandellicht 1994年（棕色）  | Be My Guest | What a Treat    |
| 繁殖雌馬 Mandela 2000年（栗色）            | Mandellicht 1994年（棕色）  | Mandelauge  | Elektrant       |
| 繁殖雌馬 Mandela 2000年（栗色）            | Mandellicht 1994年（棕色）  | Mandelauge  | Mandriale       |
| 雌系：號族：3-d                            |                             |             |                 |
| 五代內近親交配：北方風味 5×4、北地舞人 5×4 |                             |             |                 |

## 命名由來
名字Weltreisende（ヴェルトライゼンデ）於德語中有「世界的旅行者」之意思，聯想自父系夢之旅之名字，香港則翻譯為「寰宇旅者」。

## 外部連結
- 寰宇旅者 netkeiba.com （页面存档备份，存于）
- 血統表 （页面存档备份，存于）